# Сайлюгем
Сайлюгем  — гірський хребет, розташований в Алтайських горах, на межі Республіки Алтай (Росія) та Монголії. 
Довжина близько 130 км, висота до 3500 м. Найвищі точки Сари-Нохойт (3502 м) і Саржемати (3499 м).
Хребет складений пісковиками, глинистими сланцями, лавами та туфами. 
У високогір'ях переважають лишайникові та кам'янисті тундри, на південних схилах нижче 2600 м — ділянки зі степовою рослинністю на гірських каштанових ґрунтах. 
Через хребет існують численні перевали (Улан-даба, Хак, Юстид, Карахая, Богусук, Хунік-даба, Сур-даба, Байза, Аран-бажі, Саржемати, Дурбет-даба тощо). 
У північно-східній частині Сайлюгема, біля витоку річки Чулишман, знаходяться покриті вічним снігом вершини Менку-тайга.
Клімат досить суворий, різко континентальний. 
Тривалість безморозного періоду становить 35-60 днів, середньомісячна температура січня -32 ° С, а мінімальна температура опускається до -62 °С. 
Амплітуда температур на рік досягає 120° С, а протягом дня влітку може становити більше 30 °С. 
Висота снігового покриву 3-9 см, тільки у високогір'ї вона може досягати 80-100 см.
Сайлюгем є вододілом між витоками річок Аргут і Чуя, та річками басейну річки Кобдо.